# Garnsdorf (Saalfeld)
Garnsdorf ist ein Stadtteil von Saalfeld im Landkreis Saalfeld-Rudolstadt in Thüringen.

## Geografie
Der Stadtteil Garnsdorf liegt südwestlich der Saalfelder Stadtmitte an der Bundesstraße 281 nach Arnsgereuth und weiter. Am jetzigen Stadtrand beginnt der Übergang der Nordabdachung des Thüringer Waldes.

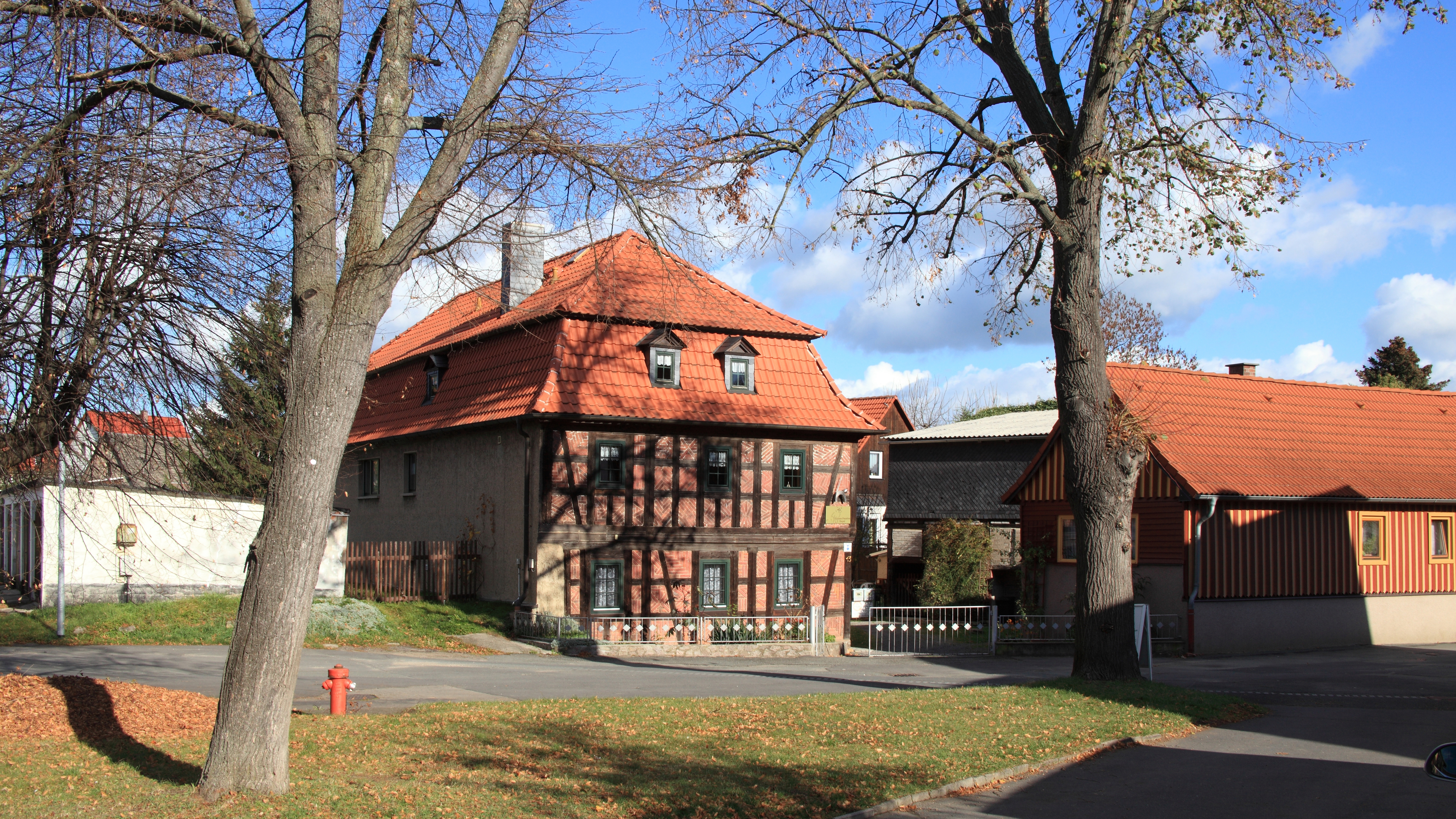
Garnsdorf, Ortsteil von Saalfeld/Saale, „Untere Dorfstraße“

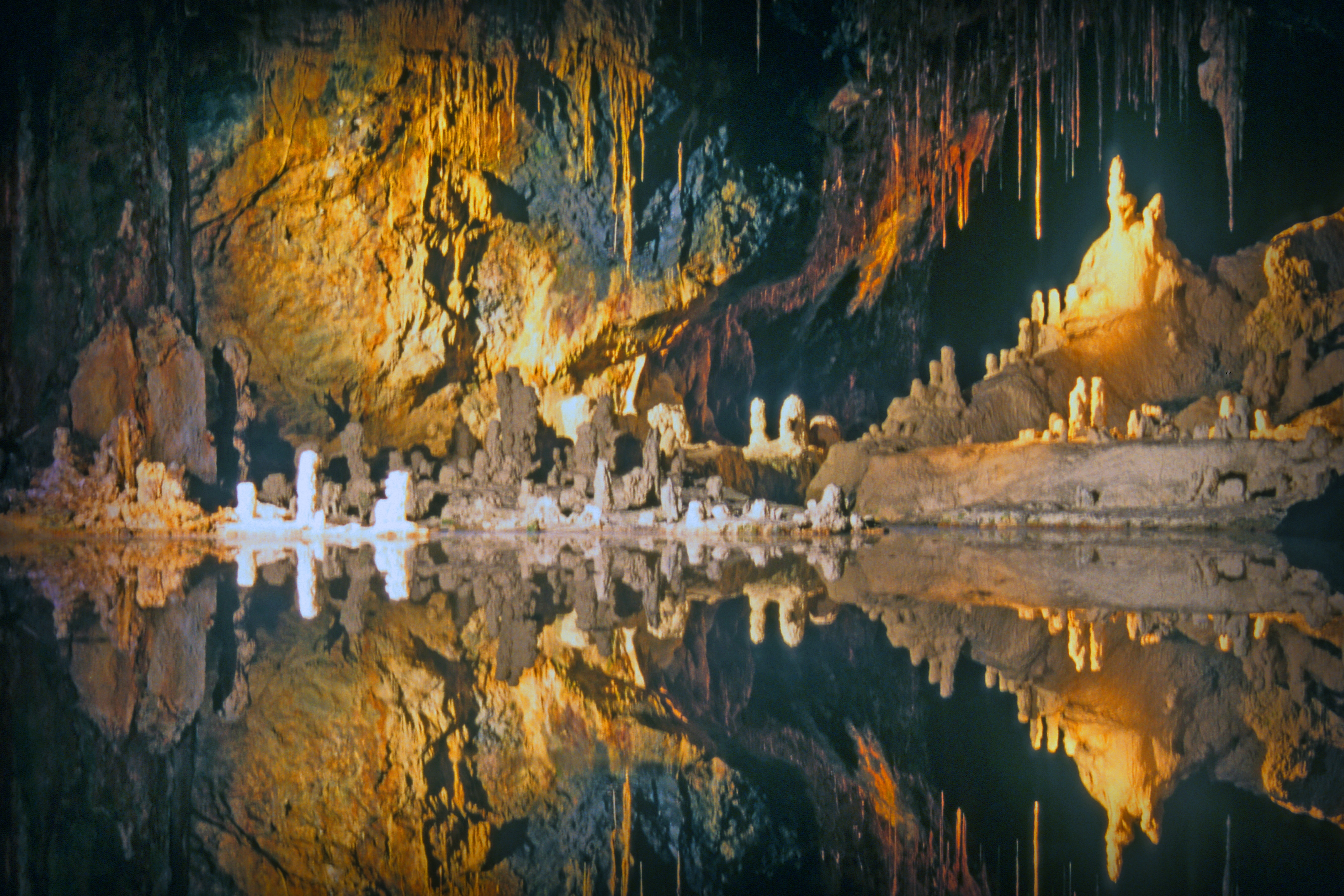
Feengrotten – Schaubergwerk; Märchendom mit Spiegelung im unterirdischen See

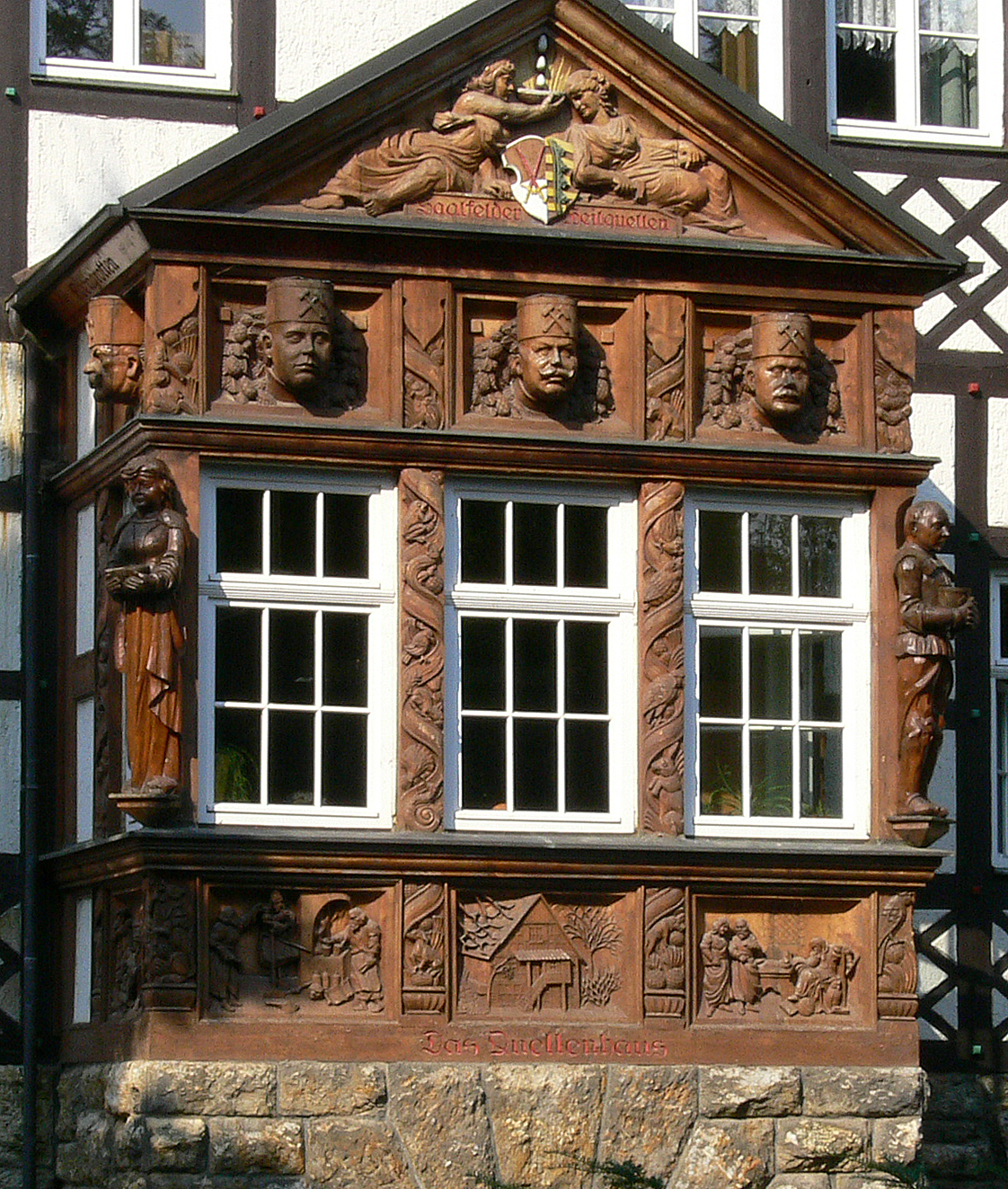
Feengrotten – Erker am Hauptgebäude

## Geschichte
Die urkundliche Ersterwähnung erfolgte im Dezember 1074. 1922 wurde Garnsdorf nach Saalfeld eingemeindet.

## Wirtschaft und Tourismus
In der Nähe des Ortes befinden sich die Feengrotten, ein ehemaliges Bergwerk. Heutzutage wird es als Schaubergwerk genutzt und wird jedes Jahr von ungefähr 160.000 Touristen besucht. Eine den Ort prägende Wirkung haben die Thüringen-Kliniken „Georgius Agricola“ Saalfeld GmbH, Lehrkrankenhaus der Friedrich-Schiller-Universität Jena.
Weitere wichtige Einrichtungen sind:
- das DRK-Altenpflegeheim
- die Notdienstzentrale
- das Luftbildarchiv
- der TOP-Getränkehandel
- der Gesangverein 1891 und die Musikschule sowie weitere Institutionen